# Saint-Sulpice-de-Guilleragues

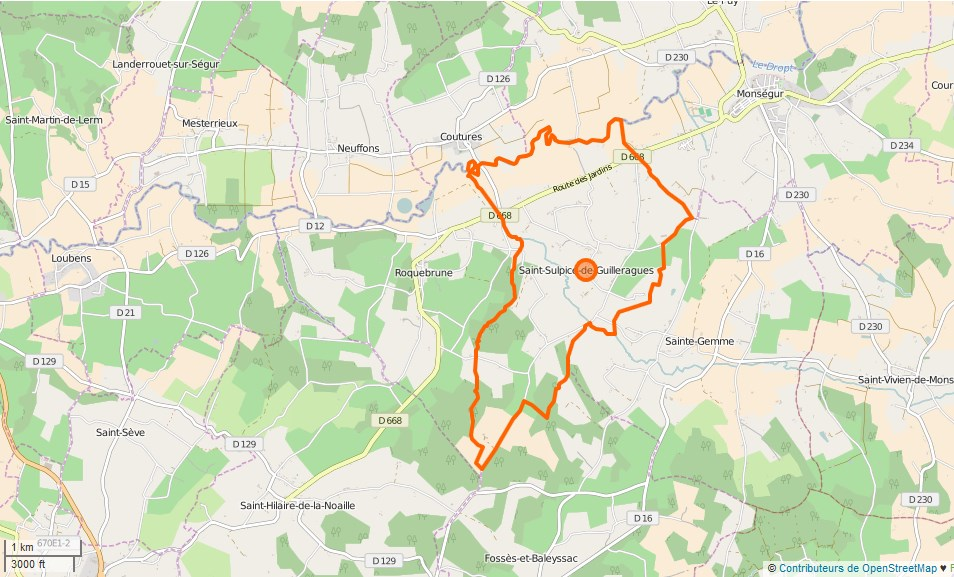
Gemeindegrenzen von Saint-Sulpice-de-Guilleragues

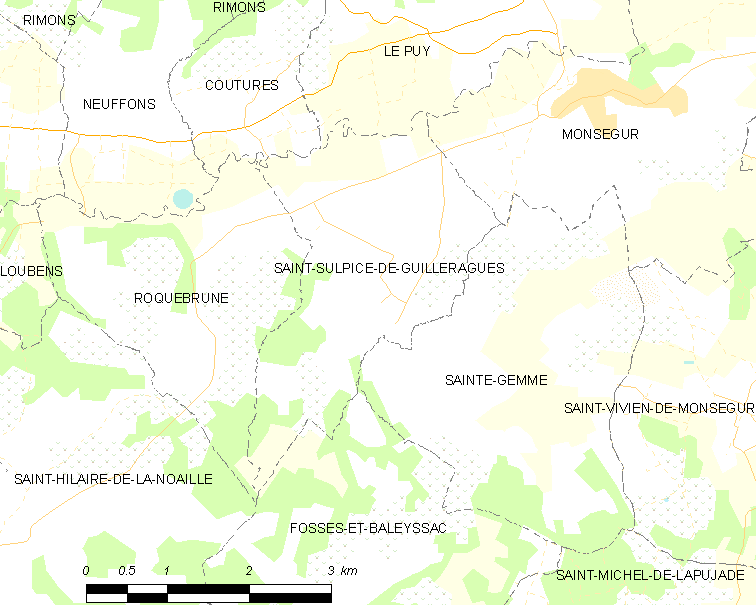
Umgebungskarte

Saint-Sulpice-de-Guilleragues, auf Gaskognisch Sent Sulpici de Guilheragas, ist eine französische Gemeinde mit 234 Einwohnern (Stand 1. Januar 2022) im Département Gironde in der Region Nouvelle-Aquitaine. Sie gehört zum Kanton Le Réolais et Les Bastides und zum Arrondissement Langon.
Sie grenzt im Nordwesten an Coutures, im Norden an Le Puy, im Nordosten an Monségur, im Osten an Sainte-Gemme, im Süden an Fossès-et-Baleyssac und im Westen an Roquebrune.

## Bevölkerungsentwicklung
| Jahr      | 1962 | 1968 | 1975 | 1982 | 1990 | 1999 | 2008 | 2017 |
| --------- | ---- | ---- | ---- | ---- | ---- | ---- | ---- | ---- |
| Einwohner | 262  | 240  | 202  | 219  | 224  | 227  | 221  | 229  |

## Sehenswürdigkeiten
- Ruine des Château de Caze, seit 2007 als Monument historique ausgewiesen
- Schloss Guilleragues, seit 1995 als Monument historique ausgewiesen
- Kirche Saint-Sulpice

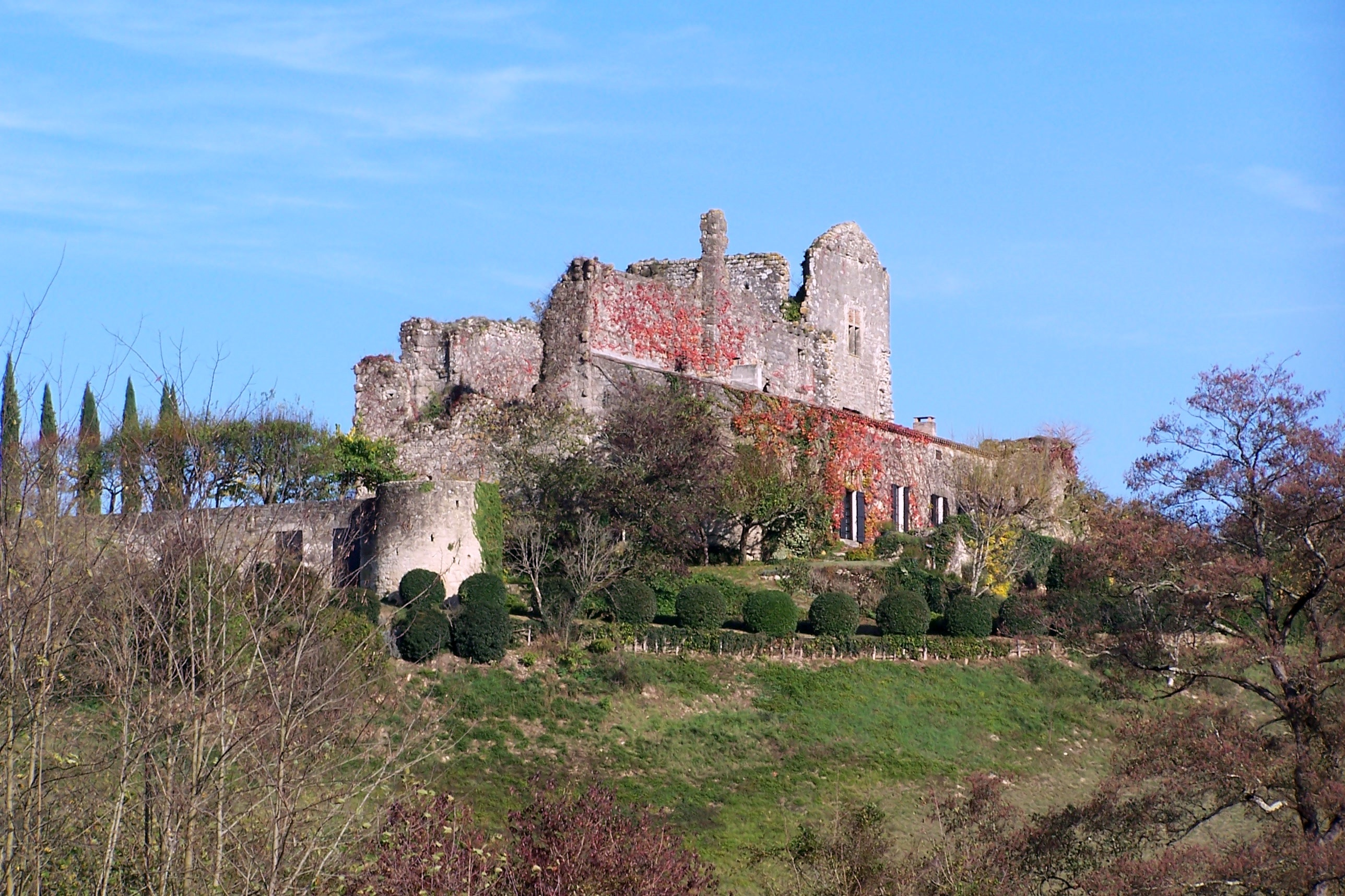
Burgruine
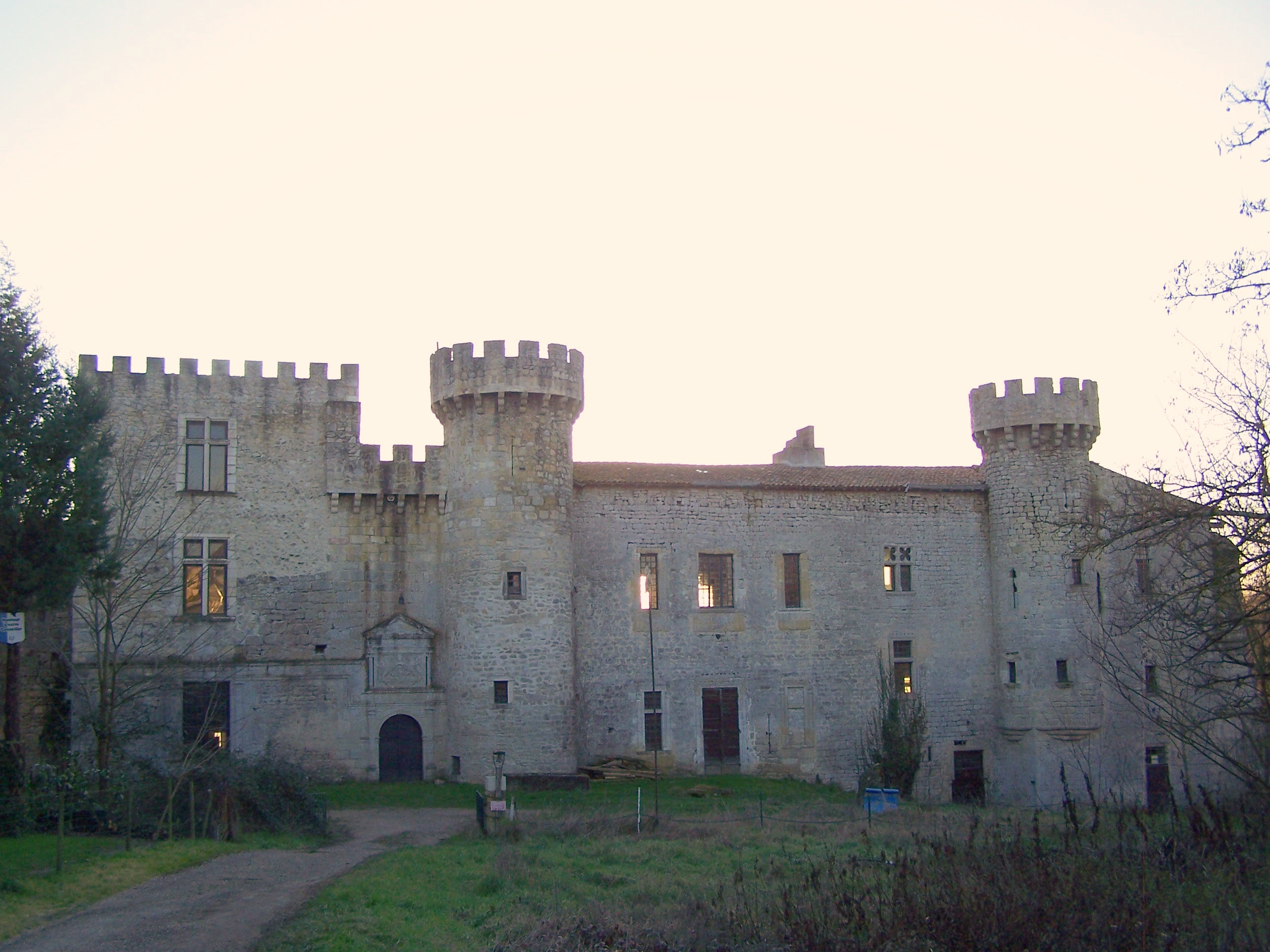
Schloss Guilleragues
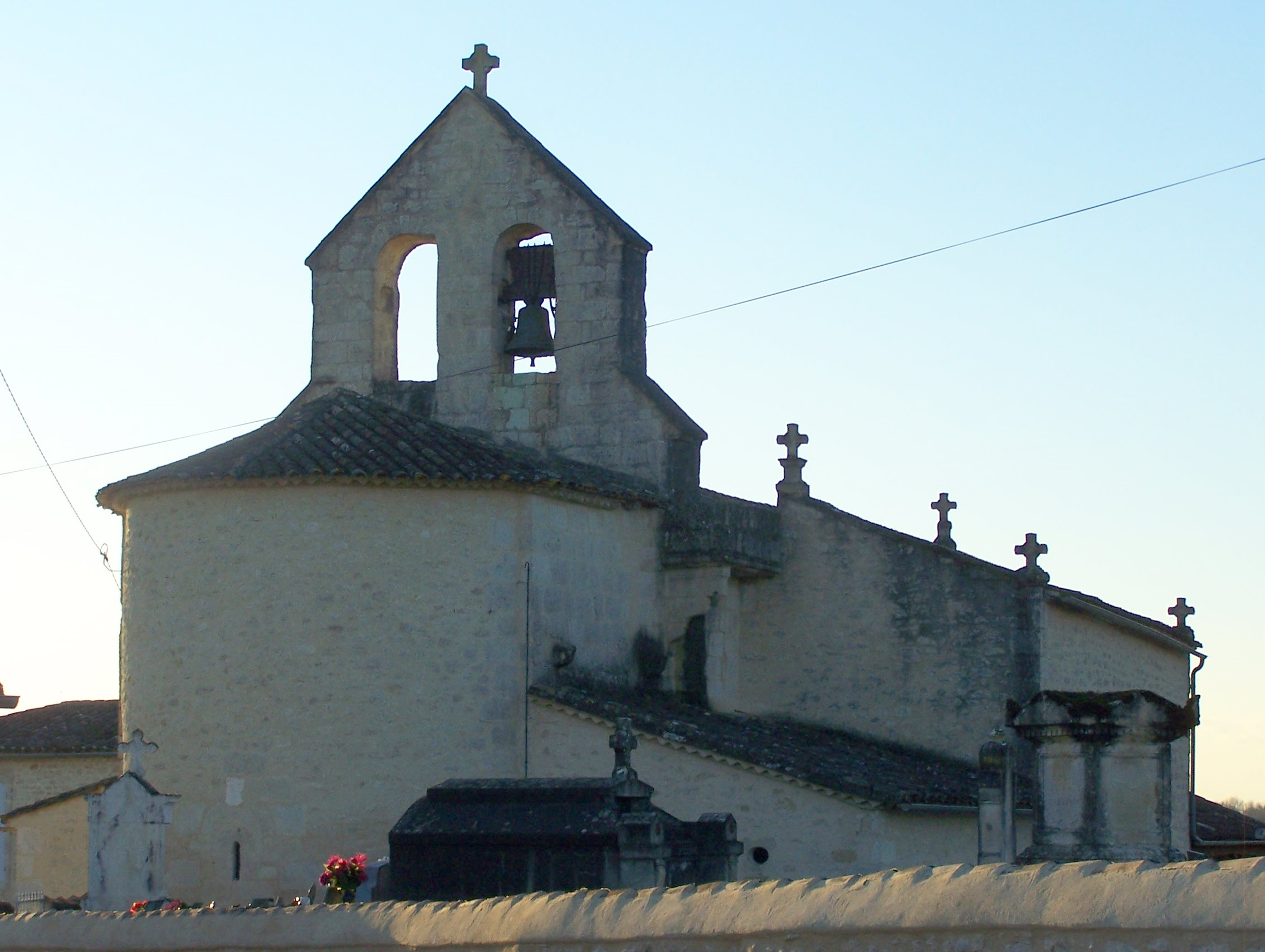
Kirche Saint-Sulpice